# Ozero Kumdykol' (saltsjö)
Ozero Kumdykol' (ryska: Ozero Kumdykol’, kazakiska: Qumdyköl) är en saltsjö i Kazakstan.   Den ligger i oblystet Aqmola, i den norra delen av landet, 210 km nordväst om huvudstaden Astana. Arean är 9,9 kvadratkilometer.